# Tata Magic Iris
Tata Magic Iris — индийский минивэн производства Tata Motors. Это модификация автомобиля Tata Magic.
Автомобиль Tata Magic Iris серийно производится с 2010 года для замены моторикш на индийском рынке. С учётом габаритов, автомобиль Tata Magic Iris позиционируется как микровэн. Двигатель установлен сзади. Ведущие колёса — задние, управляемые — передние. Впереди установлена подвеска Макферсон.
Максимальная скорость автомобиля — 55 км/ч.